# Pidna National Park
Pidna National Park är en park i Australien. Den ligger i delstaten Queensland, omkring 120 kilometer nordväst om delstatshuvudstaden Brisbane.
Runt Pidna National Park är det mycket glesbefolkat, med 5 invånare per kvadratkilometer.. Närmaste större samhälle är Yarraman, nära Pidna National Park.
I omgivningarna runt Pidna National Park växer i huvudsak städsegrön lövskog. Genomsnittlig årsnederbörd är 1 261 millimeter. Den regnigaste månaden är januari, med i genomsnitt 249 mm nederbörd, och den torraste är september, med 31 mm nederbörd.